# Cantonul Sancerre
Cantonul Sancerre este un canton din arondismentul Bourges, departamentul Cher, regiunea Centru, Franța.

## Comune
| Comune                  | Populație (1999) | Cod poștal | Cod INSEE |
| ----------------------- | ---------------- | ---------- | --------- |
| Bannay                  | 781              | 18300      | 18020     |
| Bué                     | 347              | 18300      | 18039     |
| Couargues               | 201              | 18300      | 18074     |
| Crézancy-en-Sancerre    | 488              | 18300      | 18079     |
| Feux                    | 347              | 18300      | 18094     |
| Gardefort               | 136              | 18300      | 18098     |
| Jalognes                | 285              | 18300      | 18116     |
| Menetou-Râtel           | 487              | 18300      | 18144     |
| Ménétréol-sous-Sancerre | 391              | 18300      | 18146     |
| Saint-Bouize            | 326              | 18300      | 18200     |
| Saint-Satur             | 1 627            | 18300      | 18233     |
| Sancerre                | 1 667            | 18300      | 18241     |
| Sens-Beaujeu            | 425              | 18300      | 18249     |
| Sury-en-Vaux            | 728              | 18300      | 18258     |
| Thauvenay               | 344              | 18300      | 18262     |
| Veaugues                | 654              | 18300      | 18272     |
| Verdigny                | 282              | 18300      | 18274     |
| Vinon                   | 261              | 18300      | 18287     |